# Budynek przy ul. Warszawskiej 2 w Toruniu
Budynek przy ul. Warszawskiej 2 w Toruniu – budynek zbudowany w latach 1896–1898, mieszczący się na Przedmieściu św. Katarzyny w Toruniu.
Pierwotnie pełniła ona funkcje administracyjno-mieszkalne. W latach 1910–1914 roku znajdował się tu wicekonsulat Rosji podlegający Konsulatowi Generalnemu Rosji w Gdańsku. Po odzyskaniu przez Polskę niepodległości władze miasta zorganizowały w budynku mieszkania, m.in. dla rodzin oficerów. Po II wojnie światowej w części kamienicy urządzono przedszkole. 26 kwietnia 2010 roku budynek wpisano do rejestru zabytków. Kamienica figuruje również w gminnej ewidencji zabytków (nr 2133).